# Meioherpia
Meioherpia is een geslacht van wormmollusken uit de  familie van de Meiomeniidae.

## Soorten
- Meioherpia atlantica Salvini-Plawen & Sterrer, 1985
- Meioherpia stygalis Salvini-Plawen & Sterrer, 1985